# 大韩帝国陆军武官学校
陆军武官学校（：／ Yukgunbukanhakgyo ?）是大韩帝国的一所军事学校，成立于1896年。然而，由于日本的影响，朝鲜帝国的军事力量萎缩，该学校于1909年解散。

## 设立
作为甲午更张的一部分，建立训练队后，设立了训炼队的军事学校来培养军官。然而，在明成王后被刺杀后，训练队和其军校也于1895年9月解散。对军事学院的需要导致了大韩帝国陆军武官学校的成立。  1896年1月11日，高宗颁布圣旨建立了该学校。 

## 大韩帝国

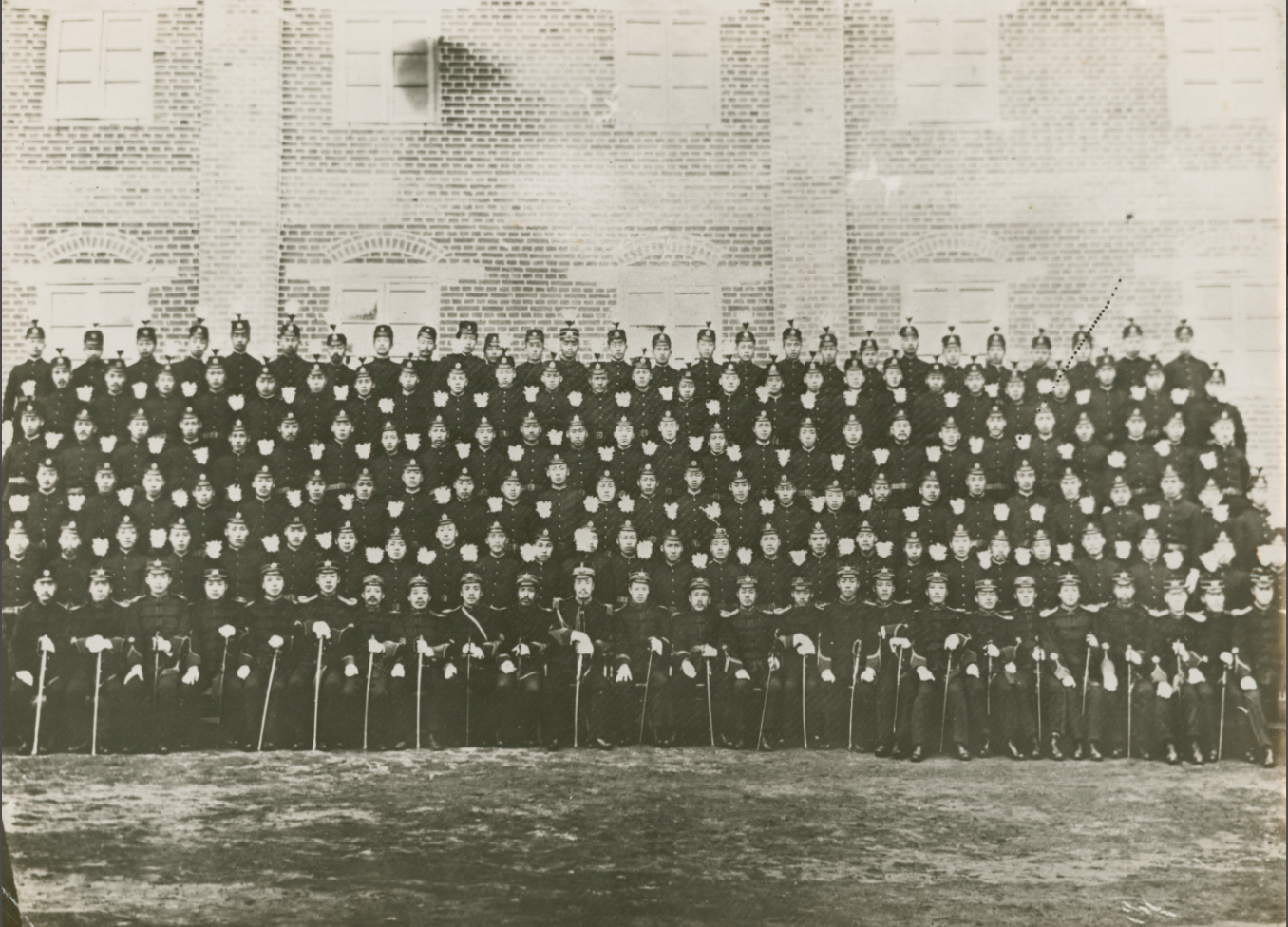
1900年以前学校的学员和军官

然而，高宗被流放到俄罗斯公使馆后，军事学校无法作为学校正常运作。 高宗回宫后，军事大臣李鍾健于1898年3月请求设立军事学校奉圣旨，1896年设立的旧学堂于1898年5月解散。  1898年7月1日，正式设立陆军学堂，隶属兵部。 选拔学员200名，启动学员教育。 从1899年6月22日起，该学院隶属于元帅府。  1900年1月，第一次毕业考试。首批128名毕业生通过考试后被任命为少尉。 
然而，随着1904年日韩条约签订后日本在朝鲜的影响力增强，元帅局被解散，学校成为军部教育课的附属机构。从1904年起，学员仅限于云恩军事学院的毕业生，学院课程为期3年。  1907年8月大韩帝国陆军解散后，军事学院规模缩小，新学员人数减至15人。该学院最终于1909年9月解散。剩下的学员被送往日本陆军士官学校。 

## 组织机构及毕业生
学院人员组成：正院长1名，副官1名，外科医生1名，主任导师1名，导师3名，助理8名。 校长大多是从在国外受过教育的军官中选拔的。 学员年龄在20-30岁之间，身体健康、聪明，得到了军官的推荐。  495名学员毕业后被任命为军官。 495 名入伍学员中有 291 人被部署到镇卫队或侍卫队。尽管该学院是一所培养民族主义军官的学院，但并非所有毕业生都是民族主义者。这是因为一些两班子弟认为进入学校是一种有保障的职业道路。尽管并非每个学员都受到民族主义情绪的激励，但许多学院毕业生加入了义兵，反对日本殖民统治。李东辉、朴承焕、金佐镇、申八均、柳东烈、池清天等独立运动领袖都是该学院的毕业生。部分毕业生成为新兴军事学院的教官。 

## 延伸阅读
Cho, Phil-gun. . 한국군사학논총. 2021, 10 (2): 49–74  [2023-07-22]. （原始内容存档于2023-03-06） –KCI.